# Huélamo
Huélamo es un municipio y localidad española de la provincia de Cuenca, en la comunidad autónoma de Castilla-La Mancha. El término tiene una población de 70 habitantes (INE 2024).

## Geografía
La localidad está ubicada a unos 1316 m sobre el nivel del mar, en la margen izquierda del río Júcar. En el siglo XIX se mencionaba que la mitad del término estaba «poblada de pinos maderables y otros arbustos».

## Historia
Su nombre procede de Walmu.[cita requerida] En época de dominación árabe, Huélamo fue un importante enclave asentado sobre un empinado cerro. Conserva algunas ruinas del castillo sobre lo alto de un montículo y en las laderas se encuentran la iglesia y algunas calles, muy empinadas, unidas por escaleras. Merece la pena hacer un recorrido hasta el cementerio que muestra una bonita panorámica de los alrededores, cubiertos de una vegetación en la que abunda el boj.
A mediados del siglo XIX, el lugar contaba con una población censada de 469 habitantes. La localidad aparece descrita en el noveno volumen del Diccionario geográfico-estadístico-histórico de España y sus posesiones de Ultramar de Pascual Madoz de la siguiente manera:

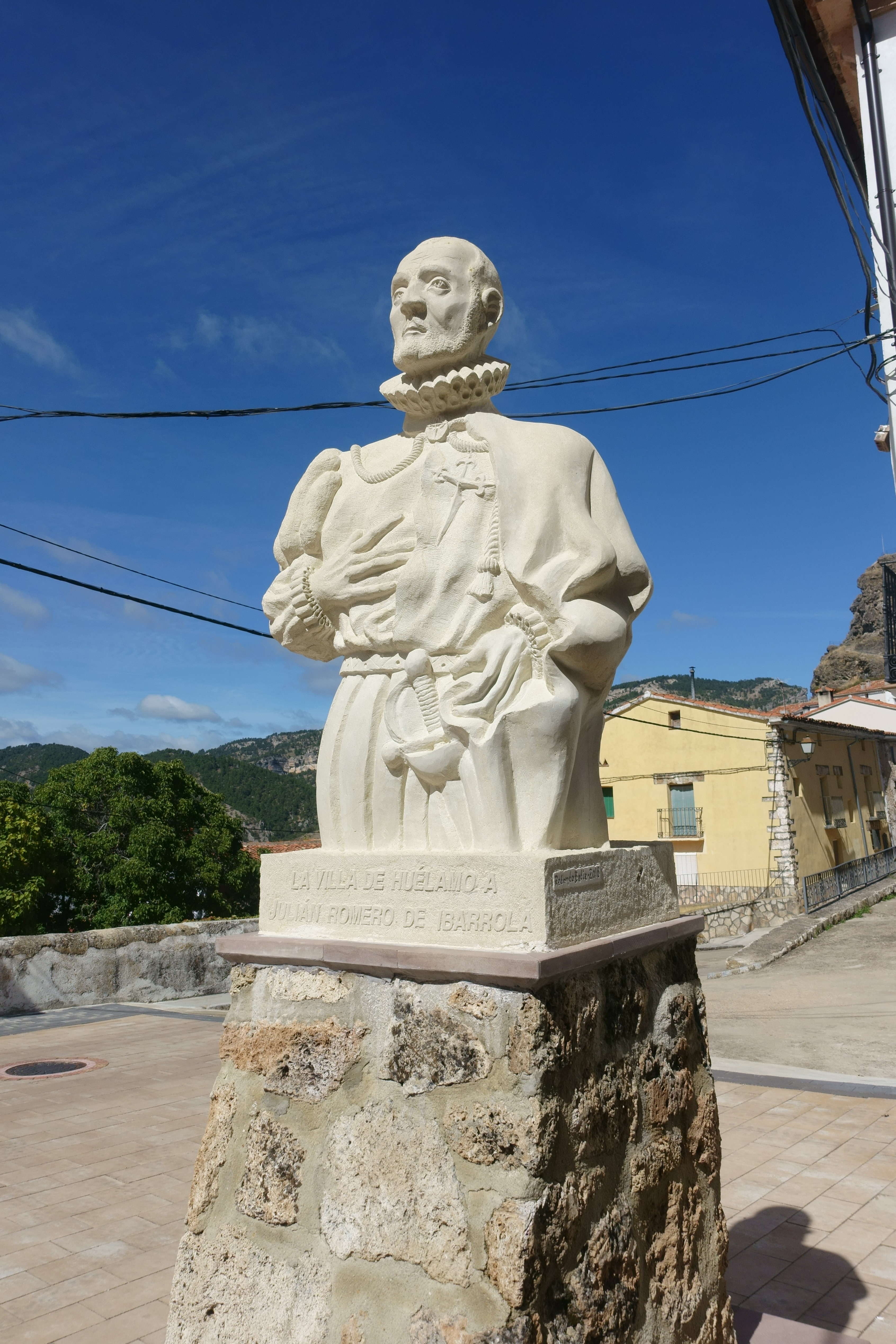
Monumento a Julián Romero

HUELAMO: v. con ayunt. en la prov. de Cuenca (12 leg.), part. jud. de Cañete (5), aud. terr. de Albacete (24), c. g. de Castilla la Nueva (Madrid 36), dióc. de Albarracin (11): sit. al estremo NE. de la prov. en la falda de una gran sierra y en la ribera del r. Júcar, con libre ventilacion, clima frio y sano. Tiene 120 casas de mala construccion, formando calles irregulares y de mal piso: una igl. parr. bajo la advocacion de Ntra. Sra. de la Asuncion, servida por un cura de entrada y su provision en lite pendiente entre el diocesano y el vizconde de Huerta, un sacristan sacerdote, capellan de ánimas, y un auxiliar lego, ademas hay una ermita en la herrería denominada de los Chorros. Confina el térm. con los de Frias, Valdemeca, Uña, Majada y Tragacete: su terreno es muy quebrado y solo se cultiva la mitad, y la otra está poblada de pinos maderables y otros arbustos; pasa por él el r. Júcar, incorporándosele en su térm. 3 r. llamados Valdemeca, Tragacete y Herrero que prestándole sus aguas le hacen de consideracion: los caminos son locales y muy malos por lo escabroso. prod.: trigo, cebada, avena y algunas legumbres, hay ganado lanar, cabrio y algun vacuno; caza de conejos, liebres, perdices, venados y corzos; pesca de truchas, barbos y peces. ind.: la agrícola y una fáb. de hierro. comercio: la venta de maderas, hierro y sobrante de productos agrícolas, y la importacion de aceite, vino, arroz, bacalao y otros géneros. pobl.: 118 vec., 469 alm. cap. prod.: 1.261,500 rs. imp.: 63,075: el presupuesto municipal asciende á 3,454 rs. y se cubre con el producto de los propios y otros arbitrios.
(Madoz, 1847, p. 257)

## Demografía
Huélamo cuenta con una población de 70 habitantes (INE 2024).
| Gráfica de evolución demográfica de Huélamo entre 1842 y 2021                                                       |
| |
| Población de derecho según los censos de población del INE Población de hecho según los censos de población del INE |

## Economía
Su actividad económica tradicional es la agricultura, si bien desde los años 1990 se ha visto notablemente incrementada la actividad turística, gracias a sus parajes naturales.

## Administración
| Periodo   | Nombre                  | Partido |
| --------- | ----------------------- | ------- |

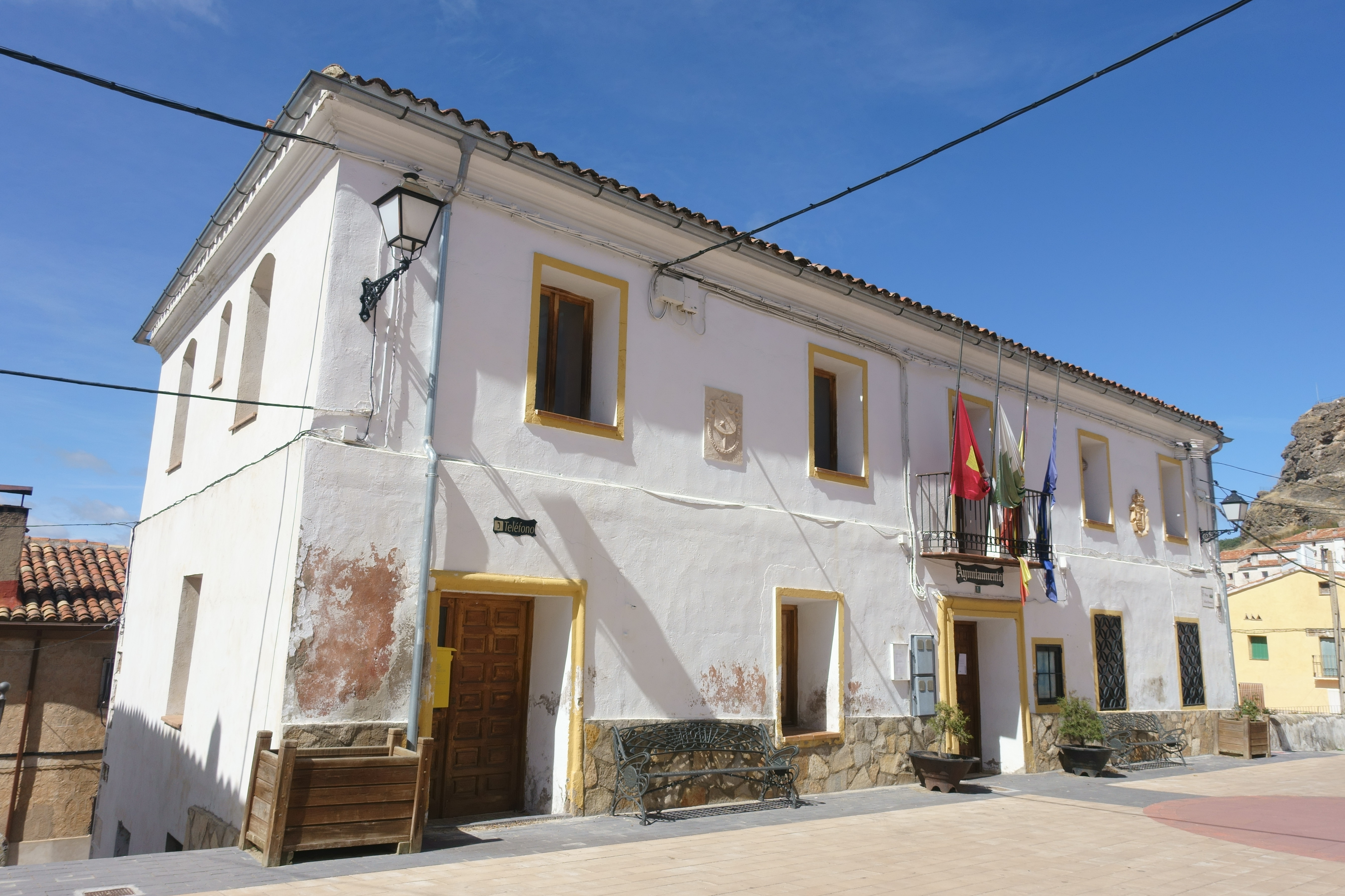
Casa consistorial

| 2003-2007 | Raul Larios Valdeolivas | PP      |
| 2007-2011 | Leopoldo Martínez       | PSOE    |
| 2011-2015 | Leopoldo Martínez       | PSOE    |
| 2015-2019 | Leopoldo Martínez       | PSOE    |
| 2019-2023 | Leopoldo Martínez       | PSOE    |

## Patrimonio

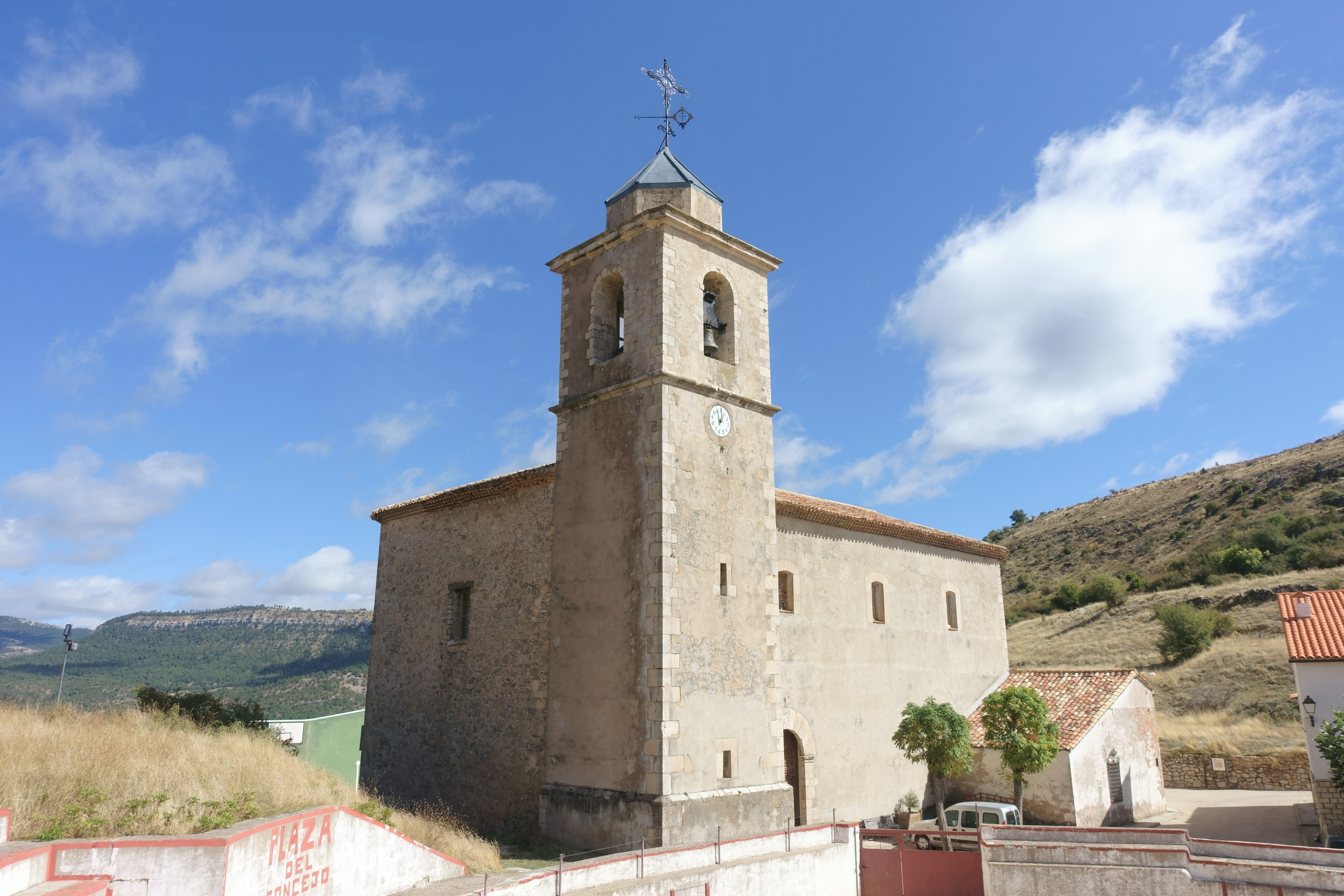
Iglesia de Nuestra Señora de la Asunción

En la localidad hay una iglesia bajo la advocación de Nuestra Señora de la Asunción.

## Personas notables
- Julián Romero, (1518-1577) militar que alcanzó el grado de Maestre de Campo, fue caballero de la Orden de Santiago y miembro del Consejo de Guerra en Flandes